# Збоншинское выдворение

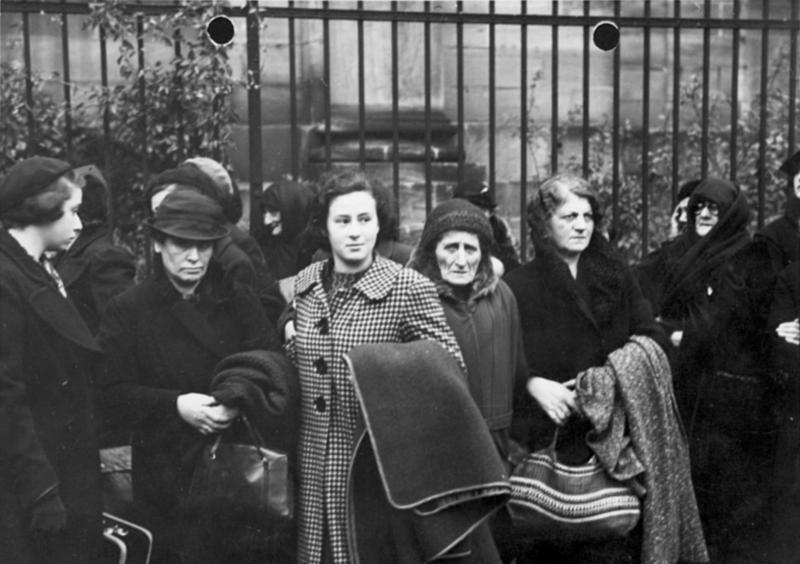
Депортация евреев Нюрнберга 28 октября 1938 года

Збоншинское выдворение (нем. Polenaktion) — массовая акция насильственного выдворения из Германии польских евреев в октябре 1938 года. Поводом к проведению акции стало принятие в Польше закона «О лишении гражданства» (31 марта 1938 года). Властями Германии было арестовано 17 тысяч проживавших в стране польских евреев, которых затем депортировали через германо-польскую границу. Следствием акции стали убийство в Париже в знак протеста немецкого дипломата фом Рата и массовые еврейские погромы в Германии.

## Предыстория
Профессор Дан Михман пишет, что с марта 1938 года антисемитски настроенное германское правительство оказывало давление на евреев-граждан Польши, стараясь принудить их к эмиграции. В этот период на территории Германии проживало 50 тысяч евреев с польскими паспортами, и ещё 10 тысяч жили в Австрии. Польское правительство опасалось, что в результате давления и принуждения к эмиграции со стороны властей нацистской Германии эти евреи приедут в Польшу. Аналогичная точка зрения изложена профессором Ежи Томашевским.
31 марта президент Польши подписал закон о лишении гражданства польских граждан, проживавших за пределами страны более 5 лет, тех, кто поступил на военную службу в иностранные армии и военизированные организации, членов семей граждан Польши, состоящих в фиктивных браках, получивших гражданство на основе заключения брака. Затем была введена норма, согласно которой с 15 по 30 октября все граждане Польши за пределами страны должны были предъявить свои паспорта в местные консульства. В сентябре 1938 года польское правительство издало декрет о необходимости обмена польского паспорта гражданам, постоянно проживающим за границей, для сохранения польского гражданства. В противном случае, с 1 ноября 1938 года эти люди лишались гражданства Польши. Большинство польских евреев, проживавших в Германии, эти указы проигнорировали. Итогом этого могло стать появление большой группы лиц без гражданства.
Историк Мартин Гилберт полагает, что указ от 31 марта был направлен не против евреев, а против польских коммунистов, воевавших в гражданской войне в Испании на стороне республиканцев. Однако он также считает, что польские власти не желали приезда в страну дополнительного количества евреев.

## Действия германского правительства
Не желая появления в Германии большого числа евреев без гражданства, германское правительство арестовало 28 и 29 октября около 20 тысяч немецких евреев с польскими паспортами либо евреев из Польши, лишённых немецкого гражданства, доставило их поездами на германско-польскую границу и начало насильственную депортацию. Депортируемым было позволено взять с собой только самые необходимые вещи (1 чемодан на человека) и 10 немецких марок. После того как евреи были вывезены, их оставшееся имущество было конфисковано местными нацистскими властями. Евреи были депортированы из 46 населённых пунктов Германии. Решение о депортации было принято немецкими властями в тайне от польских властей. Части евреев, однако, удалось избежать депортации из Германии, укрывшись в польских дипломатических представительствах.
Облавы и аресты прошли практически во всех крупных немецких городах. Задержаны были: 600 человек в Дортмунде, 420 в Эссене, 70 в Гельзенкирхене, 55 в Ботропе, 361 в Дюссельдорфе, более 2 тысяч в Берлине, 2 тысячи во Франкфурте-на-Майне, более 1600 в Лейпциге, примерно 3 тысячи в Бреслау и т. д..
17 тысяч евреев были депортированы через немецко-польскую границу в районе городов Збоншин, Хойнице и Бытом. Среди депортированных были философ и теолог раввин Авраам Йошуа Гешель и будущий литературный критик Марсель Райх-Раницкий. В районе Збоншина оказались примерно 9300 человек.

## Действия польских властей и положение депортированных
Депортация оказалась для польских властей полной неожиданностью. Утром 29 октября немцы сообщили на таможенный пункт в Збоншине о следующем из Германии в Польшу «специальном поезде». К удивлению польских таможенников и пограничников, в поезде оказались польские евреи, паспорта которых должны были утратить свою силу через 2 дня. За период до 31 октября в один только Збоншин прибыли 6074 еврея. Пока ещё действовали их паспорта, до вечера 31 октября, вглубь страны уехали 2336 из них. Часть евреев была отправлена к границе пешком и на грузовиках. Их доставили на немецкий таможенный пост возле Грос-Даммер. Немцы гнали людей через границу, в том числе и штыками. Польские пограничники в Сулехуве, которые должны были по инструкции заблокировать границу и никого не пропускать, решили принять на польской стороне всех гонимых. Маленький пограничный переход не справлялся с таким потоком людей, но пограничники никого не отослали обратно. Позже Корпус охраны границы получил разрешение от министра иностранных дел Юзефа Бека. Местные жители, которые ещё помнили обходительность солдат немецкой кайзеровской армии, были потрясены жестокостью нацистов.
31 октября в 15:30 польские власти объявили о закрытии выезда из района Збоншина вглубь Польши. Полиция заблокировала выезды из города и взяла под контроль железнодорожный вокзал. Депортированные были временно размещены в различных зданиях в городе. Население Збоншина было в несколько раз меньше, чем количество прибывших в город евреев.
Большинство депортированных оказалось на польской территории без каких-либо средств к существованию. В течение нескольких месяцев тысячи людей жили в чрезвычайно тяжёлых условиях. Помощь им оказали польская сионистская еврейская община и благотворительная организация Джойнт. Власти Збоншина и жители города также помогали депортированным. Власти города оборудовали места для размещения людей в здании вокзала, на мельнице Гжибовского, в здании гимназии на площади Свободы, спортивном зале, часовне. Армия выделила для размещения депортированных здание гарнизонной казармы. Около 700 человек разобрали по своим домам местные жители. В городской гостинице был создан госпиталь для обслуживания депортированных. Местное население пыталось помочь людям всем, чем было возможно, делая это совершенно бескорыстно и бесплатно. В округе создавались фонды помощи евреям, в Варшаве был организован специальный Комитет помощи изгнанным (пол. Komitet Pomocy Wysiedlonym), эмиссарами которого в Збоншин были направлены Эммануэль Рингельблюм и Ицхак Гиттерман. Местное отделение комитета разместилось по адресу улица 17 января 1920 года № 37. Многие представители польской интеллигенции оказывали всяческую, в том числе финансовую, помощь нуждающимся евреям. В их числе были Зофья Налковская, Кароль Иржиковский, Тадеуш Котарбинский и другие. Некоторые из этих людей за свою деятельность получали угрозы со стороны националистических кругов. В националистической прессе были опубликованы статьи, ругающие жителей Збоншина за их приязненное отношение к депортированным евреям. С другой стороны, в социалистическом издании Robotnik их за это же хвалили.
Согласно воспоминаниям, ксёндз Францишек Шмидода велел местным жителям принимать депортированных «с распростёртыми объятиями», хотя и заявил, что «если сказать по правде, евреев мы не любим». В первые дни, когда вся доступная еда в магазинах Збоншина иссякла, местные крестьяне и железнодорожники снабжали евреев горячим супом, хлебом, водой, кто чем мог. Евангелический пастор Гюртлер поселил в своём доме несколько семей с маленькими детьми.
Британская газета Times писала, что сотни людей скитались, без гроша и вещей, в маленьких деревнях с немецкой стороны границы, откуда они изгонялись гестапо и местными жителями. Первоначально условия в лагерях беженцев «были настолько плохими, что некоторые пытались сбежать обратно в Германию, где задерживались и расстреливались», как сообщила британская женщина, посланная помогать депортированным евреям. Некоторым из них было разрешено на короткое время вернуться в Германию для улаживания дел, но впоследствии они были снова высланы в Польшу. Уже через несколько дней условия содержания депортированных, благодаря помощи общественных организаций и местных властей, стали существенно улучшаться. В лагере для переселенцев была организована школа, курсы польского языка, мастерские и общественная кухня. В связи с тем, что збоншинская синагога давно не использовалась и была переделана в многоквартирный дом, в котором в том числе также были размещены депортированные евреи, для организации временной синагоги было арендовано помещение ресторана на площади Свободы. По иронии судьбы, помещение ресторана принадлежало немцу. Депортированными даже был организован футбольный клуб «Маккаби», который 4 декабря 1938 года провёл товарищеский матч с местной командой «Обра», закончившийся победой еврейского клуба со счётом 3:2.
По решению польских властей, утерявшим польское гражданство евреям, имевшим родственников в Польше, было разрешено продолжить путь к своим родным. Лишь несколько человек из депортированных знали польский язык, остальные говорили только по-немецки. Многие из них и родились в Германии и прожили там всю свою жизнь, только малая их часть уехала после 1919 года. Большинство было потомками выходцев из Галиции, которые до 1919 года обладали австро-венгерским подданством, а после распада империи их паспорта были обменены на польские. Первоначально среди депортированных преобладали антипольские настроения, так как они винили в своей судьбе польские власти, принявшие новый закон. Вскоре эти настроения, под влиянием обращения с депортированными на польской стороне и новостей из Варшавы и Америки, сменились на антинемецкие.
Четыре тысячи депортированных получили разрешение на въезд в Польшу, а остальные были вынуждены оставаться на границе. Польский МИД выдвинул Германии ультиматум, что в случае продолжения депортаций аналогичные действия будут предприняты в Польше против немцев без польского гражданства. После этого оставшихся на нейтральной полосе депортированных евреев германские власти отправили в концлагеря. Требования польских властей о возвращении депортированным хотя бы части их имущества в Германии были проигнорированы немецкими властями. 24 января 1939 года было подписано польско-немецкое соглашение, согласно которому Германия прекращала массовую насильственную депортацию евреев и переходила к постепенной высылке польских евреев в Польшу, а последняя соглашалась их принимать. Кроме того, немцы согласились впустить часть евреев обратно, чтобы те могли завершить свои финансовые дела. Польское правительство было вынуждено в обмен на прекращение насильственной депортации продлить срок обмена паспортов до 31 июля 1939 года. Значительная часть евреев не имела никакого желания оставаться в Польше и мечтала только об эмиграции в другие страны, желательно за пределами Европы. Однако ввиду решений Эвианской конференции в тот момент это было затруднительно. Последние депортированные евреи покинули Збоншин накануне нападения Германии на Польшу 1 сентября 1939 года.

## Последствия и исторические оценки
Среди тех, кто был изгнан из Германии, была семья Зенделя и Рифки Гриншпан, польских евреев, которые эмигрировали из Царства Польского в 1911 году и поселились в Ганновере. Их семнадцатилетний сын Гершель жил в это время в Париже с дядей. Гершель получил открытку от своей сестры из Польши, описывающую высылку семьи: «…Хотя нам не сказали, что случилось, но мы видели, что всё уже решено. … Мы без гроша. Не могли бы вы с дядей прислать что-нибудь в Лодзь?» Гриншпан получил открытку от 3 ноября 1938 года. Он в отчаянии купил револьвер и убил немецкого дипломата Эрнста фом Рата. Смерть фом Рата, в свою очередь, стала поводом для «Хрустальной ночи» — серии еврейских погромов по всей Германии в ночь с 9 на 10 ноября.
Постановление Сейма о лишении гражданства было аннулировано 19 января 1951 года, после чего всем польским участникам интербригад было восстановлено гражданство Польши.
Историк Роберт Траба отмечает, что это была не первая депортация польских евреев из Германии. В 1885—1886 годах из Пруссии было выслано 45 тысяч евреев, ранее приглашённых на работу. Збоншинское выдворение некоторые историки называют «прелюдией к Холокосту».
В Лейпциге на заборе бывшего польского консульства установлена мемориальная доска в память о консуле Польши Феликсе Хичевском, предоставившем во время акции укрытие в здании генерального консульства 1300 евреям Лейпцига.
В 2008 году в Збоншине на здании железнодорожного вокзала размещена фотография депортации. Фотография размещена так, что её хорошо видно из окна поезда Варшава — Берлин.